# Ouled Yahia Khedrouche
Ouled Yahia Khedrouche (em árabe: أولاد يحيى خدروش) é uma cidade e comuna localizada na província de Jijel, Argélia. Segundo o censo de 2008, a população total da cidade era de 18 323 habitantes.